# Galina Inzhuvatova
Galina Dmitiïevna Inzhuvatova (russe : Галина Дмитриевна Инжуватова), née le 28 février 1952, est une ancienne joueuse soviétique de hockey sur gazon. Elle est médaillée de bronze aux Jeux de 1980.

## Carrière
Galina Inzhuvatova fait partie de l'équipe soviétique de hockey sur gazon qui remporte la médaille de bronze aux Jeux olympiques d'été de 1980.

## Palmarès

### Jeux olympiques
- médaille de bronze du tournoi féminin en 1980 à Moscou,  Union soviétique